# Тевелевич, Виктор Михайлович
Виктор Михайлович Тевелевич — российский государственный деятель, глава Хабаровска (1991—1994).

## Биография
Родился 4 сентября 1944 г. в г. Топки Кемеровской области.
Окончил Томский институт радиоэлектроники и электронной техники (1966).
В 1967—1983 гг. работал в НИИ полупроводниковых приборов (Томск): инженер, с 1974 г. начальник отдела № 40, затем главный инженер и директор опытного завода. 
В 1983—1991 гг. директор завода «Сплав» (Хабаровск).
Указом Президента России от 24 декабря 1991 года № 311 назначен первым главой администрации города Хабаровска. Работал в этой должности до 1 января 1994 г.
Распоряжением главы администрации Хабаровского края Виктора Ишаева от 30 декабря 1993 года переведен на должность заместителя главы администрации края — председателя комитета по межрегиональным отношениям, промышленности, транспорту и связи.
С 2000 г. — заместитель главы администрации края — руководитель агентства по оборонным отраслям промышленности.
Последняя должность — советник губернатора по оборонным отраслям промышленности.
Умер 27 июня 2022 года в Ростове-на-Дону, где жил с семьёй с 2018 года. Похоронен там же.

## Награды
Награждён орденом Дружбы народов (1988). 
Заслуженный машиностроитель Российской Федерации (1997). 